# Globo de Ouro de melhor banda sonora original
O Globo de Ouro para Melhor Banda sonora original (no original em inglês Golden Globe Award for Best Original Score) foi atribuído pela primeira vez em 1947 e tem sido entregue anualmente (excepto entre 1953 e 1958) pela Associação de Correspondentes Estrangeiros de Hollywood. O prémio é concedido aos compositores de uma banda sonora original escrita especificamente para um filme.

## Vencedores e nomeados
| Ano1      | Filme                                                          | Compositor(es)                                       | Ref.   |
| --------- | -------------------------------------------------------------- | ---------------------------------------------------- | ------ |
| 1947      | Life with Father                                               | Max Steiner*                                         | [ 1 ]  |
| 1948      | The Red Shoes                                                  | Brian Easdale*                                       | [ 2 ]  |
| 1949      | The Inspector General                                          | Johnny Green*                                        | [ 3 ]  |
| 1949      | All the King's Men                                             | Louis Gruenberg                                      | [ 3 ]  |
| 1950      | Crepúsculo dos Deuses                                          | Franz Waxman*                                        | [ 4 ]  |
| 1950      | A Life of Her Own                                              | Bronisław Kaper                                      | [ 4 ]  |
| 1950      | Destination Moon                                               | Leith Stevens                                        | [ 4 ]  |
| 1951      | September Affair                                               | Victor Young*                                        | [ 5 ]  |
| 1951      | O Dia em que a Terra Parou                                     | Bernard Herrmann                                     | [ 5 ]  |
| 1951      | The Well                                                       | Dimitri Tiomkin                                      | [ 5 ]  |
| 1952      | High Noon                                                      | Dimitri Tiomkin*                                     | [ 6 ]  |
| 1952      | Ivanhoe                                                        | Miklós Rózsa                                         | [ 6 ]  |
| 1952      | The Quiet Man                                                  | Victor Young                                         | [ 6 ]  |
| 1953–1958 | Não atribuído                                                  | Não atribuído                                        | [ 7 ]  |
| 1959      | On the Beach                                                   | Ernest Gold*                                         | [ 8 ]  |
| 1960      | The Alamo                                                      | Dimitri Tiomkin*                                     | [ 9 ]  |
| 1960      | Exodus                                                         | Ernest Gold                                          | [ 9 ]  |
| 1960      | Pepe                                                           | Johnny Green                                         | [ 9 ]  |
| 1960      | Spartacus                                                      | Alex North                                           | [ 9 ]  |
| 1960      | The World of Suzie Wong                                        | George Duning                                        | [ 9 ]  |
| 1961      | The Guns of Navarone                                           | Dimitri Tiomkin*                                     | [ 10 ] |
| 1961      | El Cid                                                         | Miklós Rózsa                                         | [ 10 ] |
| 1961      | Fanny                                                          | Harold Rome                                          | [ 10 ] |
| 1961      | King of Kings                                                  | Miklós Rózsa                                         | [ 10 ] |
| 1961      | Summer and Smoke                                               | Elmer Bernstein                                      | [ 10 ] |
| 1962      | To Kill a Mockinbird                                           | Elmer Bernstein*                                     | [ 11 ] |
| 1962      | Lawrence of Arabia                                             | Maurice Jarre                                        | [ 11 ] |
| 1962      | Mutiny on the Bounty                                           | Bronisław Kaper                                      | [ 11 ] |
| 1962      | Taras Bulba                                                    | Franz Waxman                                         | [ 11 ] |
| 1962      | The Music Man                                                  | Meredith Willson                                     | [ 11 ] |
| 1964      | The Fall of the Roman Empire                                   | Dimitri Tiomkin*                                     | [ 12 ] |
| 1964      | Becket                                                         | Laurence Rosenthal                                   | [ 12 ] |
| 1964      | Mary Poppins                                                   | Richard M. Sherman, Robert B. Sherman                | [ 12 ] |
| 1964      | Seven Days in May                                              | Jerry Goldsmith                                      | [ 12 ] |
| 1964      | Zorba the Greek                                                | Mikis Theodorakis                                    | [ 12 ] |
| 1965      | Doctor Zhivago                                                 | Maurice Jarre*                                       | [ 13 ] |
| 1965      | Battle of the Bulge                                            | Benjamin Frankel                                     | [ 13 ] |
| 1965      | The Great Race                                                 | Henry Mancini                                        | [ 13 ] |
| 1965      | The Sandpiper                                                  | Johnny Mandel                                        | [ 13 ] |
| 1965      | The Yellow Rolls-Royce                                         | Riz Ortolani                                         | [ 13 ] |
| 1966      | Hawaii                                                         | Elmer Bernstein*                                     | [ 14 ] |
| 1966      | Un homme et une femme (A Man and a Woman)                      | Francis Lai                                          | [ 14 ] |
| 1966      | Paris brûle-t-il? (Is Paris Burning?)                          | Maurice Jarre                                        | [ 14 ] |
| 1966      | The Bible: In the Beginning                                    | Toshiro Mayuzumi                                     | [ 14 ] |
| 1966      | The Sand Pebbles                                               | Jerry Goldsmith                                      | [ 14 ] |
| 1967      | Camelot                                                        | Frederick Loewe*                                     | [ 15 ] |
| 1967      | Doctor Dolittle                                                | Leslie Bricusse                                      | [ 15 ] |
| 1967      | Live for Life (Vivre Pour Vivre)                               | Francis Lai                                          | [ 15 ] |
| 1967      | Thoroughly Modern Millie                                       | Elmer Bernstein                                      | [ 15 ] |
| 1967      | Two for the Road                                               | Henry Mancini                                        | [ 15 ] |
| 1968      | The Shoes of the Fisherman                                     | Alex North*                                          | [ 17 ] |
| 1968      | Chitty Chitty Bang Bang                                        | Richard M. Sherman, Robert B. Sherman                | [ 17 ] |
| 1968      | Romeo and Juliet                                               | Nino Rota                                            | [ 17 ] |
| 1968      | Rosemary's Baby                                                | Krzysztof Komeda                                     | [ 17 ] |
| 1968      | O Leão no Inverno                                              | John Barry                                           | [ 17 ] |
| 1968      | The Thomas Crown Affair                                        | Michel Legrand                                       | [ 17 ] |
| 1969      | Butch Cassidy and the Sundance Kid                             | Burt Bacharach*                                      | [ 18 ] |
| 1969      | Anne of the Thousand Days                                      | Georges Delerue                                      | [ 18 ] |
| 1969      | Goodbye, Mr. Chips                                             | Leslie Bricusse                                      | [ 18 ] |
| 1969      | The Happy Ending                                               | Michel Legrand                                       | [ 18 ] |
| 1969      | The Secret of Santa Vittoria                                   | Ernest Gold                                          | [ 18 ] |
| 1970      | Love Story                                                     | Francis Lai*                                         | [ 19 ] |
| 1970      | Airport                                                        | Alfred Newman                                        | [ 19 ] |
| 1970      | Cromwell                                                       | Frank Cordell                                        | [ 19 ] |
| 1970      | Scrooge                                                        | Leslie Bricusse                                      | [ 19 ] |
| 1970      | Wuthering Heights                                              | Michel Legrand                                       | [ 19 ] |
| 1971      | Shaft                                                          | Isaac Hayes*                                         | [ 20 ] |
| 1971      | Le Mans                                                        | Michel Legrand                                       | [ 20 ] |
| 1971      | Mary, Queen of Scots                                           | John Barry                                           | [ 20 ] |
| 1971      | Summer of '42                                                  | Michel Legrand                                       | [ 20 ] |
| 1971      | The Andromeda Strain                                           | Gil Melle                                            | [ 20 ] |
| 1972      | The Godfather                                                  | Nino Rota*                                           | [ 21 ] |
| 1972      | Frenzy                                                         | Ron Goodwin                                          | [ 21 ] |
| 1972      | Lady Sings the Blues                                           | Michel Legrand                                       | [ 21 ] |
| 1972      | The Getaway                                                    | Quincy Jones                                         | [ 21 ] |
| 1972      | The Poseidon Adventure                                         | John Williams                                        | [ 21 ] |
| 1973      | Jonathan Livingston Seagull                                    | Neil Diamond*                                        | [ 22 ] |
| 1973      | Breezy                                                         | Michel Legrand                                       | [ 22 ] |
| 1973      | Cinderella Liberty                                             | John Williams                                        | [ 22 ] |
| 1973      | O Lucky Man!                                                   | Alan Price                                           | [ 22 ] |
| 1973      | The Day of the Dolphin                                         | Georges Delerue                                      | [ 22 ] |
| 1973      | Tom Sawyer                                                     | Richard M. Sherman, Robert B. Sherman, John Williams | [ 22 ] |
| 1974      | The Little Prince                                              | Alan Jay Lerner, Frederick Loewe*                    | [ 23 ] |
| 1974      | Chinatown                                                      | Jerry Goldsmith                                      | [ 23 ] |
| 1974      | Earthquake                                                     | John Williams                                        | [ 23 ] |
| 1974      | Phantom of the Paradise                                        | Paul Williams                                        | [ 23 ] |
| 1974      | The Godfather Part II                                          | Carmine Coppola, Nino Rota                           | [ 23 ] |
| 1975      | Jaws                                                           | John Williams*                                       | [ 24 ] |
| 1975      | Funny Lady                                                     | Fred Ebb, John Kander                                | [ 24 ] |
| 1975      | The Man Who Would Be King                                      | Maurice Jarre                                        | [ 24 ] |
| 1975      | The Other Side of the Mountain                                 | Charles Fox                                          | [ 24 ] |
| 1975      | The Return of the Pink Panther                                 | Henry Mancini                                        | [ 24 ] |
| 1976      | A Star is Born                                                 | Kenneth Ascher, Paul Williams*                       | [ 25 ] |
| 1976      | Bugsy Malone                                                   | Paul Williams                                        | [ 25 ] |
| 1976      | Rocky                                                          | Bill Conti                                           | [ 25 ] |
| 1976      | The Slipper and the Rose                                       | Richard M. Sherman, Robert B. Sherman                | [ 25 ] |
| 1976      | Voyage of the Damned                                           | Lalo Schifrin                                        | [ 25 ] |
| 1977      | Star Wars Episode IV: A New Hope                               | John Williams*                                       | [ 26 ] |
| 1977      | Close Encounters of the Third Kind                             | John Williams                                        | [ 26 ] |
| 1977      | Pete's Dragon                                                  | Joel Hirschhorn, Al Kasha                            | [ 26 ] |
| 1977      | Saturday Night Fever                                           | Barry Gibb, Maurice Gibb, Robin Gibb, David Shire    | [ 26 ] |
| 1977      | The Spy Who Loved Me                                           | Marvin Hamlisch                                      | [ 26 ] |
| 1978      | Midnight Express                                               | Giorgio Moroder*                                     | [ 27 ] |
| 1978      | An Unmarried Woman                                             | Bill Conti                                           | [ 27 ] |
| 1978      | Superman                                                       | John Williams                                        | [ 27 ] |
| 1978      | The Children of Sanchez                                        | Chuck Mangione                                       | [ 27 ] |
| 1978      | The Lord of the Rings                                          | Leonard Rosenman                                     | [ 27 ] |
| 1979      | Apocalypse Now                                                 | Carmine Coppola, Francis Ford Coppola*               | [ 28 ] |
| 1979      | 10                                                             | Henry Mancini                                        | [ 28 ] |
| 1979      | A Little Romance                                               | Georges Delerue                                      | [ 28 ] |
| 1979      | Alien                                                          | Jerry Goldsmith                                      | [ 28 ] |
| 1979      | The Black Stallion                                             | Carmine Coppola                                      | [ 28 ] |
| 1979      | Star Trek: The Motion Picture                                  | Jerry Goldsmith                                      | [ 28 ] |
| 1979      | The Amityville Horror                                          | Lalo Schifrin                                        | [ 28 ] |
| 1980      | The Stunt Man                                                  | Dominic Frontiere*                                   | [ 29 ] |
| 1980      | American Gigolo                                                | Giorgio Moroder                                      | [ 29 ] |
| 1980      | Fame                                                           | Michael Gore                                         | [ 29 ] |
| 1980      | Somewhere in Time                                              | John Barry                                           | [ 29 ] |
| 1980      | Star Wars Episode V: The Empire Strikes Back                   | John Williams                                        | [ 29 ] |
| 1980      | The Competition                                                | Lalo Schifrin                                        | [ 29 ] |
| 1982      | E.T. the Extra-Terrestrial                                     | John Williams*                                       | [ 30 ] |
| 1982      | Blade Runner                                                   | Vangelis Papathanassiou                              | [ 30 ] |
| 1982      | Cat People                                                     | Giorgio Moroder                                      | [ 30 ] |
| 1982      | Six Weeks                                                      | Dudley Moore                                         | [ 30 ] |
| 1982      | Victor/Victoria                                                | Henry Mancini                                        | [ 30 ] |
| 1983      | Flashdance                                                     | Giorgio Moroder*                                     | [ 31 ] |
| 1983      | Rumble Fish                                                    | Stewart Copeland                                     | [ 31 ] |
| 1983      | Scarface                                                       | Giorgio Moroder                                      | [ 31 ] |
| 1983      | Under Fire                                                     | Jerry Goldsmith                                      | [ 31 ] |
| 1983      | Yentl                                                          | Alan Bergman, Marilyn Bergman, Michel Legrand        | [ 31 ] |
| 1984      | A Passage to India                                             | Maurice Jarre*                                       | [ 32 ] |
| 1984      | Starman                                                        | Jack Nitzsche                                        | [ 32 ] |
| 1984      | Once Upon a Time in America                                    | Ennio Morricone                                      | [ 32 ] |
| 1984      | The Killing Fields                                             | Mike Oldfield                                        | [ 32 ] |
| 1984      | The River                                                      | John Williams                                        | [ 32 ] |
| 1985      | Out of Africa                                                  | John Barry*                                          | [ 33 ] |
| 1985      | The Color Purple                                               | Quincy Jones                                         | [ 33 ] |
| 1985      | White Nights                                                   | Michel Colombier                                     | [ 33 ] |
| 1985      | Witness                                                        | Maurice Jarre                                        | [ 33 ] |
| 1985      | Year of the Dragon                                             | David Mansfield                                      | [ 33 ] |
| 1986      | The Mission                                                    | Ennio Morricone*                                     | [ 34 ] |
| 1986      | Little Shop of Horrors                                         | Miles Goodman                                        | [ 34 ] |
| 1986      | Round Midnight                                                 | Herbie Hancock                                       | [ 34 ] |
| 1986      | The Mosquito Coast                                             | Maurice Jarre                                        | [ 34 ] |
| 1986      | Top Gun                                                        | Harold Faltermeyer                                   | [ 34 ] |
| 1987      | The Last Emperor                                               | David Byrne, Ryuichi Sakamoto, Cong Su*              | [ 35 ] |
| 1987      | Cry Freedom                                                    | George Fenton, Jonas Gwangwa                         | [ 35 ] |
| 1987      | Empire of the Sun                                              | John Williams                                        | [ 35 ] |
| 1987      | The Glass Menagerie                                            | Henry Mancini                                        | [ 35 ] |
| 1987      | The Untouchables                                               | Ennio Morricone                                      | [ 35 ] |
| 1988      | Gorillas in the Mist                                           | Maurice Jarre*                                       | [ 36 ] |
| 1988      | Madame Sousatzka                                               | Gerald Gouriet                                       | [ 36 ] |
| 1988      | The Accidental Tourist                                         | John Williams                                        | [ 36 ] |
| 1988      | The Last Temptation of Christ                                  | Peter Gabriel                                        | [ 36 ] |
| 1988      | The Milagro Beanfield War                                      | Dave Grusin                                          | [ 36 ] |
| 1989      | The Little Mermaid                                             | Alan Menken*                                         | [ 37 ] |
| 1989      | Born on the Fourth of July                                     | John Williams                                        | [ 37 ] |
| 1989      | Casualties of War                                              | Ennio Morricone                                      | [ 37 ] |
| 1989      | Glory                                                          | James Horner                                         | [ 37 ] |
| 1989      | The Fabulous Baker Boys                                        | Dave Grusin                                          | [ 37 ] |
| 1990      | The Sheltering Sky                                             | Richard Horowitz, Ryuichi Sakamoto*                  | [ 38 ] |
| 1990      | Avalon                                                         | Randy Newman                                         | [ 38 ] |
| 1990      | Dances with Wolves                                             | John Barry                                           | [ 38 ] |
| 1990      | Havana                                                         | Dave Grusin                                          | [ 38 ] |
| 1990      | The Godfather Part III                                         | Carmine Coppola                                      | [ 38 ] |
| 1991      | Beauty and the Beast                                           | Alan Menken*                                         | [ 39 ] |
| 1991      | At Play in the Fields of the Lord                              | Zbigniew Preisner                                    | [ 39 ] |
| 1991      | Bugsy                                                          | Ennio Morricone                                      | [ 39 ] |
| 1991      | Dead Again                                                     | Patrick Doyle                                        | [ 39 ] |
| 1991      | For the Boys                                                   | Dave Grusin                                          | [ 39 ] |
| 1991      | Robin Hood: Prince of Thieves                                  | Michael Kamen                                        | [ 39 ] |
| 1992      | Aladdin                                                        | Alan Menken*                                         | [ 40 ] |
| 1992      | 1492: Conquest of Paradise                                     | Vangelis Papathanassiou                              | [ 40 ] |
| 1992      | Basic Instinct                                                 | Jerry Goldsmith                                      | [ 40 ] |
| 1992      | Chaplin                                                        | John Barry                                           | [ 40 ] |
| 1992      | The Last of the Mohicans                                       | Randy Edelman, Trevor Jones                          | [ 40 ] |
| 1993      | Heaven & Earth                                                 | Kitarō*                                              | [ 41 ] |
| 1993      | Blue                                                           | Zbigniew Preisner                                    | [ 41 ] |
| 1993      | Schindler's List                                               | John Williams                                        | [ 41 ] |
| 1993      | The Piano                                                      | Michael Nyman                                        | [ 41 ] |
| 1993      | The Nightmare Before Christmas                                 | Danny Elfman                                         | [ 41 ] |
| 1994      | The Lion King                                                  | Hans Zimmer*                                         | [ 42 ] |
| 1994      | Forrest Gump                                                   | Alan Silvestri                                       | [ 42 ] |
| 1994      | Interview with the Vampire                                     | Elliot Goldenthal                                    | [ 42 ] |
| 1994      | Legends of the Fall                                            | James Horner                                         | [ 42 ] |
| 1994      | Nell                                                           | Mark Isham                                           | [ 42 ] |
| 1995      | A Walk in the Clouds                                           | Maurice Jarre*                                       | [ 43 ] |
| 1995      | Braveheart                                                     | James Horner                                         | [ 43 ] |
| 1995      | Don Juan DeMarco                                               | Michael Kamen                                        | [ 43 ] |
| 1995      | Pocahontas                                                     | Alan Menken                                          | [ 43 ] |
| 1995      | Sense and Sensibility                                          | Patrick Doyle                                        | [ 43 ] |
| 1996      | The English Patient                                            | Gabriel Yared*                                       | [ 44 ] |
| 1996      | Michael Collins                                                | Elliot Goldenthal                                    | [ 44 ] |
| 1996      | Shine                                                          | David Hirschfelder                                   | [ 44 ] |
| 1996      | The Hunchback of Notre Dame                                    | Alan Menken                                          | [ 44 ] |
| 1996      | The Mirror Has Two Faces                                       | Marvin Hamlisch                                      | [ 44 ] |
| 1997      | Titanic                                                        | James Horner*                                        | [ 45 ] |
| 1997      | Gattaca                                                        | Michael Nyman                                        | [ 45 ] |
| 1997      | Kundun                                                         | Philip Glass                                         | [ 45 ] |
| 1997      | L.A. Confidential                                              | Jerry Goldsmith                                      | [ 45 ] |
| 1997      | Seven Years in Tibet                                           | John Williams                                        | [ 45 ] |
| 1998      | The Truman Show                                                | Burkhard Dallwitz, Philip Glass*                     | [ 46 ] |
| 1998      | A Bug's Life                                                   | Randy Newman                                         | [ 46 ] |
| 1998      | Mulan                                                          | Jerry Goldsmith                                      | [ 46 ] |
| 1998      | Saving Private Ryan                                            | John Williams                                        | [ 46 ] |
| 1998      | The Prince of Egypt                                            | Stephen Schwartz, Hans Zimmer                        | [ 46 ] |
| 1999      | La leggenda del pianista sull'oceano (The Legend of 1900)      | Ennio Morricone*                                     | [ 47 ] |
| 1999      | American Beauty                                                | Thomas Newman                                        | [ 47 ] |
| 1999      | Angela's Ashes                                                 | John Williams                                        | [ 47 ] |
| 1999      | Anna and the King                                              | George Fenton                                        | [ 47 ] |
| 1999      | The End of the Affair                                          | Michael Nyman                                        | [ 47 ] |
| 1999      | Eyes Wide Shut                                                 | Jocelyn Pook                                         | [ 47 ] |
| 1999      | The Insider                                                    | Pieter Bourke, Lisa Gerrard                          | [ 47 ] |
| 1999      | The Straight Story                                             | Angelo Badalamenti                                   | [ 47 ] |
| 1999      | The Talented Mr. Ripley                                        | Gabriel Yared                                        | [ 47 ] |
| 2000      | Gladiator                                                      | Lisa Gerrard, Hans Zimmer*                           | [ 48 ] |
| 2000      | All the Pretty Horses                                          | Larry Paxton, Marty Stuart, Kristin Wilkinson        | [ 48 ] |
| 2000      | Chocolat                                                       | Rachel Portman                                       | [ 48 ] |
| 2000      | Crouching Tiger, Hidden Dragon                                 | Tan Dun                                              | [ 48 ] |
| 2000      | Malèna                                                         | Ennio Morricone                                      | [ 48 ] |
| 2000      | Sunshine                                                       | Maurice Jarre                                        | [ 48 ] |
| 2001      | Moulin Rouge!                                                  | Craig Armstrong*                                     | [ 49 ] |
| 2001      | A Beautiful Mind                                               | James Horner                                         | [ 49 ] |
| 2001      | A.I. Artificial Intelligence                                   | John Williams                                        | [ 49 ] |
| 2001      | Ali                                                            | Pieter Bourke, Lisa Gerrard                          | [ 49 ] |
| 2001      | The Lord of the Rings: The Fellowship of the Ring              | Howard Shore                                         | [ 49 ] |
| 2001      | Mulholland Drive                                               | Angelo Badalamenti                                   | [ 49 ] |
| 2001      | Pearl Harbor                                                   | Hans Zimmer                                          | [ 49 ] |
| 2001      | The Shipping News                                              | Christopher Young                                    | [ 49 ] |
| 2002      | Frida                                                          | Elliot Goldenthal*                                   | [ 50 ] |
| 2002      | 25th Hour                                                      | Terence Blanchard                                    | [ 50 ] |
| 2002      | Far from Heaven                                                | Elmer Bernstein                                      | [ 50 ] |
| 2002      | Rabbit-Proof Fence                                             | Peter Gabriel                                        | [ 50 ] |
| 2002      | The Hours                                                      | Philip Glass                                         | [ 50 ] |
| 2003      | The Lord of the Rings: The Return of the King                  | Howard Shore*                                        | [ 51 ] |
| 2003      | Big Fish                                                       | Danny Elfman                                         | [ 51 ] |
| 2003      | Cold Mountain                                                  | Gabriel Yared                                        | [ 51 ] |
| 2003      | Girl With a Pearl Earring                                      | Alexandre Desplat                                    | [ 51 ] |
| 2003      | The Last Samurai                                               | Hans Zimmer                                          | [ 51 ] |
| 2004      | The Aviator                                                    | Howard Shore*                                        | [ 52 ] |
| 2004      | Finding Neverland                                              | Jan A. P. Kaczmarek                                  | [ 52 ] |
| 2004      | Million Dollar Baby                                            | Clint Eastwood                                       | [ 52 ] |
| 2004      | Sideways                                                       | Rolfe Kent                                           | [ 52 ] |
| 2004      | Spanglish                                                      | Hans Zimmer                                          | [ 52 ] |
| 2005      | Memoirs of a Geisha                                            | John Williams*                                       | [ 53 ] |
| 2005      | Brokeback Mountain                                             | Gustavo Santaolalla                                  | [ 53 ] |
| 2005      | King Kong                                                      | James Newton Howard                                  | [ 53 ] |
| 2005      | Syriana                                                        | Alexandre Desplat                                    | [ 53 ] |
| 2005      | The Chronicles of Narnia: The Lion, the Witch and the Wardrobe | Harry Gregson-Williams                               | [ 53 ] |
| 2006      | The Painted Veil                                               | Alexandre Desplat*                                   | [ 54 ] |
| 2006      | Babel                                                          | Gustavo Santaolalla                                  | [ 54 ] |
| 2006      | Nomad                                                          | Carlo Siliotto                                       | [ 54 ] |
| 2006      | The Da Vinci Code                                              | Hans Zimmer                                          | [ 54 ] |
| 2006      | The Fountain                                                   | Clint Mansell                                        | [ 54 ] |
| 2007      | Atonement                                                      | Dario Marianelli*                                    | [ 55 ] |
| 2007      | Eastern Promises                                               | Howard Shore                                         | [ 55 ] |
| 2007      | Grace Is Gone                                                  | Clint Eastwood                                       | [ 55 ] |
| 2007      | Into the Wild                                                  | Michael Brook, Kaki King, Eddie Vedder               | [ 55 ] |
| 2007      | The Kite Runner                                                | Alberto Iglesias                                     | [ 55 ] |
| 2008      | Slumdog Millionaire                                            | A. R. Rahman*                                        | [ 56 ] |
| 2008      | Changeling                                                     | Clint Eastwood                                       | [ 56 ] |
| 2008      | The Curious Case of Benjamin Button                            | Alexandre Desplat                                    | [ 56 ] |
| 2008      | Defiance                                                       | James Newton Howard                                  | [ 56 ] |
| 2008      | Frost/Nixon                                                    | Hans Zimmer                                          | [ 56 ] |
| 2009      | Up                                                             | Michael Giacchino*                                   | [ 57 ] |
| 2009      | A Single Man                                                   | Abel Korzeniowski                                    | [ 57 ] |
| 2009      | Avatar                                                         | James Horner                                         | [ 57 ] |
| 2009      | The Informant!                                                 | Marvin Hamlisch                                      | [ 57 ] |
| 2009      | Where the Wild Things Are                                      | Karen O, Carter Burwell                              | [ 57 ] |
| 2010      | The Social Network                                             | Trent Reznor, Atticus Ross*                          | [ 58 ] |
| 2010      | 127 Hours                                                      | A. R. Rahman                                         | [ 58 ] |
| 2010      | Alice in Wonderland                                            | Danny Elfman                                         | [ 58 ] |
| 2010      | Inception                                                      | Hans Zimmer                                          | [ 58 ] |
| 2010      | The King's Speech                                              | Alexandre Desplat                                    | [ 58 ] |
| 2011      | The Artist                                                     | Ludovic Bource*                                      | [ 59 ] |
| 2011      | The Girl with the Dragon Tattoo                                | Trent Reznor, Atticus Ross                           | [ 59 ] |
| 2011      | Hugo                                                           | Howard Shore                                         | [ 59 ] |
| 2011      | War Horse                                                      | John Williams                                        | [ 59 ] |
| 2011      | W.E.                                                           | Abel Korzeniowski                                    | [ 59 ] |
| 2012      | Life of Pi                                                     | Mychael Danna*                                       | [ 60 ] |
| 2012      | Anna Karenina                                                  | Dario Marianelli                                     | [ 60 ] |
| 2012      | Argo                                                           | Alexandre Desplat                                    | [ 60 ] |
| 2012      | Lincoln                                                        | John Williams                                        | [ 60 ] |
| 2012      | Cloud Atlas                                                    | Tom Tykwer, Johnny Klimek, Reinhold Heil             | [ 60 ] |
| 2013      | All Is Lost                                                    | Alex Ebert*                                          | [ 61 ] |
| 2013      | 12 Years a Slave                                               | Hans Zimmer                                          | [ 61 ] |
| 2013      | The Book Thief                                                 | John Williams                                        | [ 61 ] |
| 2013      | Gravity                                                        | Steven Price                                         | [ 61 ] |
| 2013      | Mandela: Long Walk to Freedom                                  | Alex Heffes                                          | [ 61 ] |
| 2014      | The Theory of Everything                                       | Jóhann Jóhannsson                                    | [ 62 ] |
| 2014      | Birdman                                                        | Antonio Sanchez                                      | [ 62 ] |
| 2014      | Gone Girl                                                      | Trent Reznor, Atticus Ross                           | [ 62 ] |
| 2014      | The Imitation Game                                             | Alexandre Desplat                                    | [ 62 ] |
| 2014      | Interstellar                                                   | Hans Zimmer                                          | [ 62 ] |
| 2015      | The Hateful Eight                                              | Ennio Morricone                                      |        |
| 2015      | Carol                                                          | Carter Burwell                                       |        |
| 2015      | The Danish Girl                                                | Alexandre Desplat                                    |        |
| 2015      | Steve Jobs                                                     | Daniel Pemberton                                     |        |
| 2015      | The Revenant                                                   | Ryuichi Sakamoto e Alva Noto                         |        |
| 2016      | La La Land                                                     | Justin Hurwitz                                       | [ 63 ] |
| 2016      | Arrival                                                        | Jóhann Jóhannsson                                    | [ 63 ] |
| 2016      | Hidden Figures                                                 | Hans Zimmer, Pharrell Williams, Benjamin Wallfisch   | [ 63 ] |
| 2016      | Lion                                                           | Dustin O'Halloran, Hauschka                          | [ 63 ] |
| 2016      | Moonlight                                                      | Nicholas Britell                                     |        |
| 2017      | The Shape of Water                                             | Alexandre Desplat                                    | [ 64 ] |
| 2017      | Dunkirk                                                        | Hans Zimmer                                          | [ 64 ] |
| 2017      | Phantom Thread                                                 | Jonny Greenwood                                      | [ 64 ] |
| 2017      | The Post                                                       | John Williams                                        | [ 64 ] |
| 2017      | Three Billboards Outside Ebbing, Missouri                      | Carter Burwell                                       | [ 64 ] |
| 2018      | First Man                                                      | Justin Hurwitz                                       | [ 65 ] |
| 2018      | Black Panther                                                  | Ludwig Göransson                                     | [ 65 ] |
| 2018      | Isle of Dogs                                                   | Alexandre Desplat                                    | [ 65 ] |
| 2018      | Mary Poppins Returns                                           | Marc Shaiman                                         | [ 65 ] |
| 2018      | A Quiet Place                                                  | Marco Beltrami                                       | [ 65 ] |
| 2019      | Joker                                                          | Hildur Guðnadóttir                                   | [ 66 ] |
| 2019      | 1917                                                           | Thomas Newman                                        | [ 66 ] |
| 2019      | Little Women                                                   | Alexandre Desplat                                    | [ 66 ] |
| 2019      | Marriage Story                                                 | Randy Newman                                         | [ 66 ] |
| 2019      | Motherless Brooklyn                                            | Daniel Pemberton                                     | [ 66 ] |
| 2020      | Soul                                                           | Trent Reznor, Atticus Ross e Jon Batiste             | [ 67 ] |
| 2020      | Mank                                                           | Trent Reznor, Atticus Ross                           | [ 67 ] |
| 2020      | Tenet                                                          | Ludwig Göransson                                     | [ 67 ] |
| 2020      | News of the World                                              | James Newton Howard                                  | [ 67 ] |
| 2020      | The Midnight Sky                                               | Alexandre Desplat                                    | [ 67 ] |
| 2021      | Dune                                                           | Hans Zimmer                                          | [ 68 ] |
| 2021      | Encanto                                                        | Germaine Franco                                      | [ 68 ] |
| 2021      | Madres paralelas (Parallel Mothers)                            | Alberto Iglesias                                     | [ 68 ] |
| 2021      | The Power of the Dog                                           | Jonny Greenwood                                      | [ 68 ] |
| 2021      | The French Dispatch                                            | Alexandre Desplat                                    | [ 68 ] |
| 2022      | Babylon                                                        | Justin Hurwitz                                       | [ 69 ] |
| 2022      | The Fabelmans                                                  | John Williams                                        | [ 69 ] |
| 2022      | The Banshees of Inisherin                                      | Carter Burwell                                       | [ 69 ] |
| 2022      | Guillermo del Toro's Pinocchio                                 | Alexandre Desplat                                    | [ 69 ] |
| 2022      | Women Talking                                                  | Hildur Guðnadóttir                                   | [ 69 ] |
| 2023      | Oppenheimer                                                    | Ludwig Göransson                                     | [ 70 ] |
| 2023      | The Zone of Interest                                           | Mica Levi                                            | [ 70 ] |
| 2023      | Kimitachi wa Dō Ikiru ka (The Boy and the Heron)               | Joe Hisaishi                                         | [ 70 ] |
| 2023      | Poor Things                                                    | Jerskin Fendrix                                      | [ 70 ] |
| 2023      | Spider-Man: Across the Spider-Verse                            | Daniel Pemberton                                     | [ 70 ] |
| 2023      | Killers of the Flower Moon                                     | Robbie Robertson                                     | [ 70 ] |
| 2024      | Challengers                                                    | Trent Reznor e Atticus Ross                          | [ 71 ] |
| 2024      | Conclave                                                       | Volker Bertelmann                                    | [ 71 ] |
| 2024      | The Brutalist                                                  | Daniel Blumberg                                      | [ 71 ] |
| 2024      | The Wild Robot                                                 | Kris Bowers                                          | [ 71 ] |
| 2024      | Emilia Pérez                                                   | Clément Ducol e Camille Dalmais                      | [ 71 ] |
| 2024      | Dune: Part Two                                                 | Hans Zimmer                                          | [ 71 ] |